# Chileflamingo
Chileflamingo (latin: Phoenicopterus chilensis) er en fugleart, der lever i Andesbjergene og Sydamerikas sydlige halvdel.